# Altstadt-Lehel
Lehel-Altstadt es el barrio que se extiende por toda la parte histórica de la ciudad Múnich (Alemania), que está rodeada por la carretera Altstadtring, así como por la zona norte de dicho centro histórico, desde el río Isar, al este, hasta el Jardín Inglés y la calle Prinzregentenstraße, al norte.

## Historia
El barrio de Lehel era, antiguamente, una de las zonas más pobres de Múnich. Las frecuentes crecidas del río Isar solían inundar las calles próximas, en la parte baja de la ciudad. Así, ya en el siglo XIV, Lehel era el bario de los pobres a los que no se les permitía vivir en la ciudad. Sin embargo, a mediados del siglo XIX muchos jornaleros y lavanderos se trasladaron a esta zona de la ciudad y Lehel fue ganando en ambiente y popularidad. Tanto que, hoy en día, es uno de los barrios más apreciados y solicitados por los muniqueses, lo que también influye en el precio de las viviendas y de los alquileres. 
Cuenta con numerosas galerías de arte, boutiques y museos que lo convierten en atractivo para turistas y residentes.

## Lehel en cifras
En Lehel viven casi 20.000 vecinos de la ciudad de Múnich en 316 hectáreas de suelo. Cuenta con siete líneas de tranvía, 20 zonas verdes (8 hectáreas) y dos centros de recreo. El periódico Süddeutsche Zeitung le concede un grado de popularidad 10, lo que convierte a Lehel en el barrio más cool de Múnich.